# Ракотинци
Ракотинци (мкд. Ракотинци) су насеље у Северној Македонији, у северном делу државе. Ракотинци припадају општине Сопиште, која окупља јужна предграђа Града Скопља.

## Географија
Ракотинци су смештени у северном делу Северне Македоније. Од најближег већег града, Скопља, насеље је удаљено 12 km јужно.
Насеље Ракотинци је у оквиру историјске области Кршијак, која се обухвата долину Маркове реке, јужно од Скопског поља. Насеље је смештено на источним падинама планине Водно, са којих пуца поглед на Скопско поље ка северу. Надморска висина насеља је приближно 510 метара.
Месна клима је континентална.

## Становништво
Ракотинци су према последњем попису из 2002. године имали 390 становника.
Претежно становништво у насељу су етнички Македонци (99%), док су остало Срби.
Већинска вероисповест је православље.